# Escudo de la República Socialista de Croacia
El Emblema de la República Socialista de Croacia fue adoptado el 17 de enero de  1947 por el gobierno de la República Socialista de Croacia. Está basado en el emblema nacional de la RFS de Yugoslavia.

## Descripción
El escudo está compuesto por un escudo ajedrezado color blanco y rojo. Detrás, se encuentra un sol naciente sobre el Mar Adriático. Debajo, hay un yunque (que representa a los trabajadores) que es abrazado por dos haces de trigo a la izquierda (que representan la agricultura). Encima del conjunto hay una estrella roja de cinco puntas con borde dorado (símbolo del socialismo).

## Historia
Después de la Segunda Guerra Mundial , la nueva República Socialista de Croacia pasó a formar parte de la Segunda Yugoslavia federal . La šahovnica se incluyó en el nuevo escudo de armas socialista. [9] Fue diseñado en la tradición socialista, incluyendo símbolos como el trigo para los campesinos y un yunque para los trabajadores, así como un sol naciente y una estrella roja para el comunismo .
Durante el cambio a elecciones multipartidistas en Croacia (como parte del colapso del gobierno comunista en Europa del Este desde finales de la década de 1980), y antes del establecimiento del diseño actual, el šahovnica , despojándose de los símbolos comunistas que eran el sello distintivo de Croacia en la segunda Yugoslavia , reapareció como un símbolo independiente tanto en las variantes "cuadrado superior izquierdo rojo" como "cuadrado superior izquierdo blanco". La elección de 'cuadrado superior izquierdo rojo' o 'cuadrado superior izquierdo blanco' a menudo fue dictada por leyes heráldicas y requisitos estéticos.